# КПВ
14,5-мм великокаліберний кулеме́т Владимирова (КПВ, Індекс ГРАУ — 56-П-562, рос. «Крупнокалиберный пулемёт Владимирова»), а також КПВТ рос. «Крупнокалиберный пулемёт Владимирова танковый»), індекс ГРАУ — 56-П-562Т) — радянський великокаліберний кулемет розробки зброяра Семена Володимировича Владимирова, що був прийнятий на озброєння Радянської армії в 1949 році. КПВ є потужною автоматичною зброєю, що встановлюється в башті бронетранспортерів, розвідувальних машин та танків, на бойових катерах, рухомих та стаціонарних установках і призначений для боротьби з легкоброньованими цілями супротивника, його вогневими засобами та живою силою, що розташовані в укриттях легкого типу, а також як зенітний кулемет. Завдяки вдалому поєднанню скорострільності станкового кулемета та бронебійності протитанкової рушниці завоював велику повагу та здобув якнайширшого поширення у світі у сфері важкої стрілецької зброї.

## Історія
У другій половині 30-х років минулого століття почалися повномасштабні роботи зі створення зброї з одного боку, великого калібру, з іншого — максимально швидкострільної. Роботи в СРСР велися на платформі патрона 12,7 х 108-мм. Так народилися проєкти кулеметів ДШК, УБ. У 1938 році був розроблений перший зразок патрона 14,5 х 114-мм для протитанкової рушниці Рукавишникова. Рушниця вийшла громіздкою і невдалою, в серію не пішла. Патрон же виявився вдалим. Під нього конструктори почали розробку кулемета.
Семен Володимирович Владимиров, конструктор авіаційних гармат ШВАК і В-20 вже в листопаді 1943 року представив кулемет на заводські випробування. Причому, саме зенітний кулемет. Вимоги до такої зброї були вищими. Випробування кулемет пройшов успішно і після узгодження в Наркоматі оборони завод отримав замовлення на виробництво кулеметів (КПВ-44) і зенітної установки. Для військових випробувань було потрібно 50 кулеметів і одна ЗУ. Випробування почалися вже після закінчення війни, в травні 1945 року. У 1946 році кулемет прийнятий на озброєння в двох варіантах. ПКП (піхотний крупнокаліберний кулемет) і зенітний КПВ. За 6 років у війська надійшло лише у варіанті зенітних установок до 8 тисяч таких кулеметів.

## Пристрій і принцип роботи
КПВ належить до автоматичної стрілецької зброї тривалої безперервної стрільби. Його автоматика працює за рахунок використання енергії віддачі ствола при короткому ході
. Замикання здійснюється поворотом і зчепленням бойової личинки затвора безпосередньо з насадною муфтою ствола, в результаті чого ствольна коробка при пострілі є розгруженою.

## Оператори
| - Албанія - Алжир - Ангола - Афганістан - Болгарія - В'єтнам - Демократична Республіка В'єтнам | - Еритрея - Ефіопія - Естонія - Єгипет - Ємен - Зімбабве - Індія | - Ірак - Іран - Камбоджа - КНР - Північна Корея - Куба - Лаос | - Ліван - Лівія - Малі - Мозамбік - Монголія - Нікарагуа - Пакистан | - Панама - Польща - Росія - Румунія - Сирія - Сомалі - СРСР | - Судан - Україна - Угорщина - Фінляндія - Чехословаччина |